# 中国人民政治协商会议全国委员会京昆室
中国人民政治协商会议全国委员会京昆室，简称京昆室，是中国人民政治协商会议全国委员会开展委员联谊活动的场所之一。

## 简介
京昆室成立于1986年1月16日。其主要任务是“通过开展京昆艺术活动，联谊各界，联系海外，广交朋友，增进友谊，为政协工作服务，活跃政协委员和机关的文化生活，为保护、扶持戏曲艺术发挥积极的作用”。京昆室主任一般由全国政协副主席兼任。
京昆室是由张君秋等人倡议设立。1986年1月，全国政协京昆室由第六届全国政协主席邓颖超批准成立。1986年1月17日下午，在全国政协礼堂举行了成立大会，全国政协副主席杨静仁到会并讲话。全国政协常委万国权任京昆室主任，俞振飞、张君秋、张庚、李世济、杨秋玲任副主任。京昆室的成员是全国政协中的著名京昆艺术家、京昆爱好者、戏曲理论家、戏曲界知名人士。全国政协京昆室成立时计划，“将不定期举办京昆知识讲座和表演、观摩等活动”，并“将接待台湾同胞、港澳同胞、海外侨胞中的京昆艺术家和京昆爱好者，并组织本室成员到港澳和海外侨胞集中的地方交流艺术，增进相互了解。”1980年代，京昆室在北京复兴门外大街的马连良故居活动，部分全国政协委员和其他人士在此唱戏联谊。
1986年，京昆室刚成立便邀请香港丁存坤、李和声等京昆爱好者来北京联谊，初步建立了同香港戏曲爱好者的联系。2008年以来，京昆室分别在澳门、香港、台湾地区及北京组织“两岸四地”戏曲艺术传承与发展论坛。2011年的第四届该论坛，全国政协副主席、京昆室主任孙家正出席并发表讲话。2015年，京昆室参加了以纪念中国人民抗日战争暨世界反法西斯战争胜利70周年为主题的澳门濠江之春戏曲进校园文化系列活动。
中国京剧音配像工程1980年代始于天津。京昆室委员参与配合。在工程后期，京昆室参与了“京剧音配像座谈会”、“关于继续做好音配像工作会议”、“奋战100天，夺取京剧音配像全面胜利座谈会”、“中国京剧音配像精粹工程总结会”及《中国京剧音配像精粹》二期工程新闻发布会等工作，被赞扬为“京昆室在中国京剧音配像精粹工程录制中做出贡献”。2005年11月20日，《中国京剧音像集萃》新闻发布会在全国政协礼堂举行，由全国政协副主席、全国政协京昆室主任王选主持。
2003年11月6日到16日，以第九届全国政协副主席万国权为顾问、第十届全国政协常委叶朗为团长、常委李世济为副团长的全国政协委员视察团一行10人，先后到湖南长沙、郴州，浙江杭州、温州、永嘉，江苏苏州、昆山、南京等八个城市视察昆曲的情况，考察了湖南省昆剧团、浙江昆剧团、永嘉昆曲传习所、苏州昆剧院团（所）。回北京后提交报告，经中央主要领导批示，自2005年起连续五年，国家每年投入1000万元专项基金以保护昆曲。2004年7月1日到11日，以万国权为顾问、叶朗为团长的全国政协委员考察团到河南郑州、黑龙江哈尔滨、牡丹江，内蒙古呼和浩特考察了河南省京剧团、哈尔滨京剧团、牡丹江京剧团、内蒙古自治区京剧团的情况，随后呼吁保护京剧。2010年代，京昆室组团到俄罗斯、乌克兰、英国、意大利、希腊等国考察，了解其戏剧表演体系及传统戏剧保护发展举措。
2004年9月22日，由京昆室牵头组织整理出版的《中国昆曲精选剧目曲谱大成》首发式在全国政协机关举行，全国政协副主席张思卿出席并讲话。
2007年和2008年，京昆室考察了中国戏曲表演理论体系建设工作，向中央报送了考察报告。经中央领导批示，文化部对该问题多次组织论证，制定了《中国戏曲表演理论体系建设规划要点》，经批准后实施。2010年，常委吴江在全国政协十一届三次会议期间提交《关于整理研究清代升平署历史文献资料的提案》，随后京昆室委员由全国人大常委会副委员长、京昆室主任周铁农带领，到故宫博物院考察，在此基础上提出“关于发掘利用清代升平署历史文献资料的建议”，并在当年第十次常委会议上提交大会发言，建议将清代升平署历史文献资料的整理和研究列入国家“十二五”规划，纳入历史文献保护工程。
京昆室用京昆艺术服务公益，连续多年组织演出，举办过多届新春戏曲晚会、京昆艺术大师诞辰周年纪念展演、京剧流派展演、地方戏曲调演等。另外还经常到各地慰问演出、考察调研。2008年汶川地震发生后，京昆室联合其他单位在北京梅兰芳大剧院举办赈灾义演晚会，义演收入现场捐给中华慈善总会。
第十二届全国政协期间，京昆室连续五年调研“少数民族戏剧艺术传承与发展”专题，并在2017年被列入全国政协协商计划；2015年4月京昆室组织部分委员参加了“全国少数民族戏剧创作培训班”学员座谈，同年10月京昆室联合其他单位主办第四届中国少数民族戏剧汇演；围绕“构建现代公共文化服务体系”专题，组织京昆室委员考察、调研、座谈，在中共中央办公厅、国务院办公厅印发的《关于加快构建公共文化服务体系的意见》中吸纳了京昆室提出的许多建议；为推动戏曲进校园、戏曲影视资料库及中国戏曲博物馆立项工作和提案办理创造条件；在全国政协全体会议、专题议政性常委会议、专题协商会、双周协商座谈会上发言反映调研和考察成果，并在考察调研中协商解决了部分戏曲院团发展中的困难；在2017年开创性地连办四场戏曲艺术讲座、召开京昆室成立30周年专题座谈会。

## 历任领导
| 第六届 主任 - 万国权（1986年1月—1988年，全国政协常委兼） 副主任 - 俞振飞（1986年1月—1988年） - 张君秋（1986年1月—1988年） - 张庚（1986年1月—1988年） - 李世济（1986年1月—1988年） - 杨秋玲（1986年1月—1988年） | 第七届 主任 - 万国权（1988年—1993年，全国政协常委兼） 副主任 - 李世济（1988年—1993年） - 叶少兰（1988年—1993年） …… |

| 第八届 主任 - 万国权（1993年—1998年，全国政协副主席兼） 副主任 - 李世济（1993年—1998年） - 叶少兰（1993年—1998年） …… | 第九届 主任 - 万国权（1998年—2003年，全国政协副主席兼） 副主任 - 李世济（1998年—2003年） - 叶少兰（1998年—2003年） - 叶朗（2001年—2003年） …… |

| 第十届 主任 - 王选（2003年—2006年2月13日逝世，全国政协副主席兼） - 周铁农（？—2008年，全国政协副主席兼） 副主任 - 叶朗（2003年—？） - 刘忠德（2003年—？） - 李世济（2003年—2008年） - 叶少兰（2003年—2008年） - 张国祥（2003年—2008年） 顾问 - 万国权（？—？） | 第十一届 主任 - 周铁农（2008年—2011年，全国人大常委会副委员长兼） - 孙家正（2011年—2014年5月，全国政协副主席兼） 副主任 - 张国祥（2008年—？） - 李世济（2008年—2014年5月） - 叶少兰（2008年—2014年5月） 顾问 - 万国权（？—？） |

| 第十二届 2014年5月19日全国政协京昆室主任会议调整后的领导成员是： 主任 - 卢展工（2014年5月—2018年3月，全国政协副主席兼） 副主任 - 仝广成（2014年5月—2018年3月，全国政协机关党组副书记兼） - 刘家强（2014年5月—2018年3月，全国政协副秘书长兼） - 李世济（2014年5月—2016年5月8日逝世） - 叶少兰（2014年5月—2018年3月） - 梅葆玖（2014年5月—2016年4月25日逝世） - 王文章（2014年5月—2018年3月） - 杨承志（2014年5月—2018年3月） - 吴江（2014年5月—2018年3月） 顾问 - 孙家正（2014年5月—2018年3月） | 第十三届 主任 - 卢展工（2018年3月–2023年3月） 副主任 - 刘家强（政协副秘书长兼）、仝广成、王文章 (1951年)、吴江、叶少兰、李维康、杨承志、谭孝曾 第十四届 主任 - 姜信治（2025年3月–） 常务副主任 - 韩冬梅（政协副秘书长兼） 副主任 - 王勇 (戏剧家)、刘侗 |